# Galium extensum
Galium extensum är en måreväxtart som beskrevs av Franz Xaver Krendl. Galium extensum ingår i släktet måror, och familjen måreväxter.
Artens utbredningsområde är Kriti. Inga underarter finns listade i Catalogue of Life.